# GEOS (ESA)

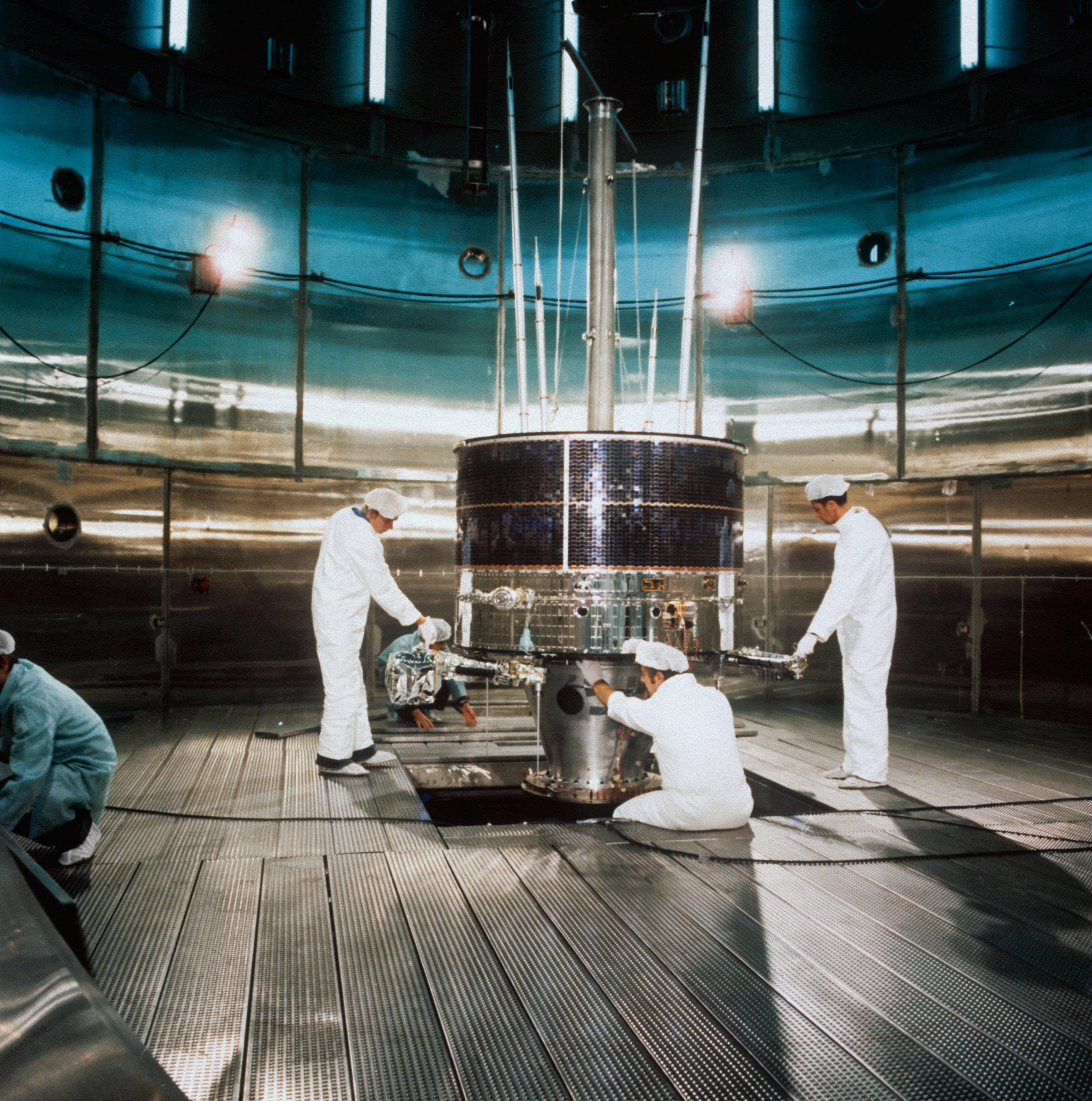
ESA’s Geos-1 Satellit wird in den Niederlanden für den Start vorbereitet

Das Programm GEOS (Geostationary Earth Orbit Satellite) der Europäischen Weltraumbehörde ESA beinhaltete die ersten Satelliten in einer geostationäre Umlaufbahn, die ausschließlich wissenschaftlichen Zwecken dienten. Im Sprachgebrauch der NASA, die für den Start der Satelliten zuständig war, werden diese Satelliten auch als ESA-GEOS bezeichnet, um sie vom gleichnamigen NASA GEOS-Programm unterscheiden zu können.
Aufgabe der Satelliten waren Messungen der elektrischen und magnetischen Felder, der Plasma-Magnetfeld-Wechselwirkungen sowie der Energie- und Winkelverteilung der geladenen Teilchen (Elektronen und Ionen) im geostationären Orbit.
Die Satelliten hatten eine zylindrische Bauweise mit einer Höhe von 1,32 m. Ohne Treibstoffe wogen sie jeweils 274 kg. Im Orbit entfalteten sie vier je 2,5 m lange Ausleger, zwei 20 m lange Kabel-Ausleger und zwei 3 m lange feststellbare Ausleger für die verschiedenen Sensoren. Um elektrostatische Aufladungen zu verhindern, waren 96 % der Satellitenoberfläche elektrisch leitfähig.
Beide Satelliten waren, bis auf kleine Modifikationen an einigen Experimenten, identisch.

## Satelliten im GEOS Programm
- GEOS 1 (vor dem Start GEOS A) wurde am 20. April 1977 von Cape Canaveral aus mit einer Delta-2914 Rakete ins All gebracht. Ein Fehler der Delta-Rakete führt dazu, dass der geostationäre Orbit nicht erreicht werden konnte. Ein Teil der Experimente konnte aber auch aus dem hochelliptischen Orbit mit 12 Stunden Umlaufzeit, zwischen 2682 und 38.475 km Höhe bei 26,6° Bahnneigung[1], durchgeführt werden.
- GEOS 2 (vor dem Start GEOS B) wurde am 14. Juli 1978 erfolgreich von Cape Canaveral aus mit einer Delta-2914 Rakete gestartet und danach auf 37° Ost über dem Äquator positioniert.[1]